# Zwerglippfische
Die Zwerglippfische (Cirrhilabrinae) sind eine Unterfamilie der Lippfische (Labridae).

## Merkmale
Zwerglippfische werden zwischen 6 und 15 Zentimeter lang. Gemeinsames Merkmal aller Arten sind die durch eine schräg verlaufende Hornhaut in zwei gleich große Hälften geteilten Linsen. Die Augen funktionierenden dadurch wie Bifocallinsen und eine Augenhälfte hat dabei die Funktion einer Nahlinse, eine offensichtliche Anpassung an das Aufspüren kleiner, sich teilweise sehr nah befindender Beutetiere.

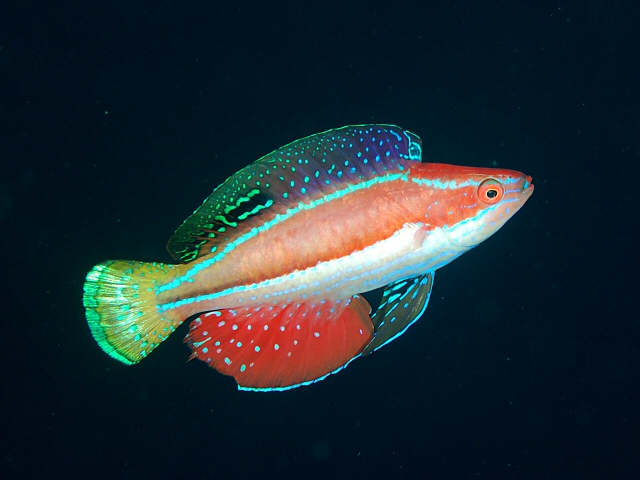
Cirrhilabrus katoi

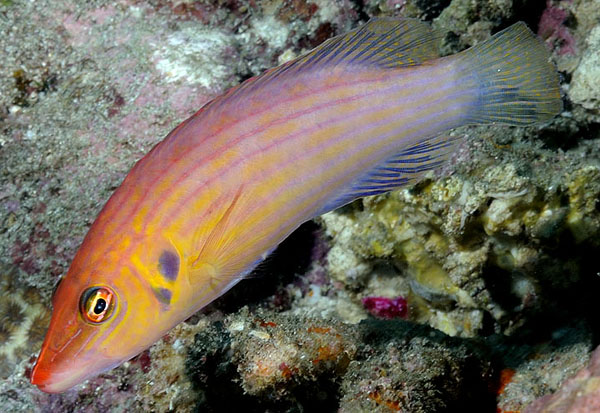
Pseudocheilinus octotaenia

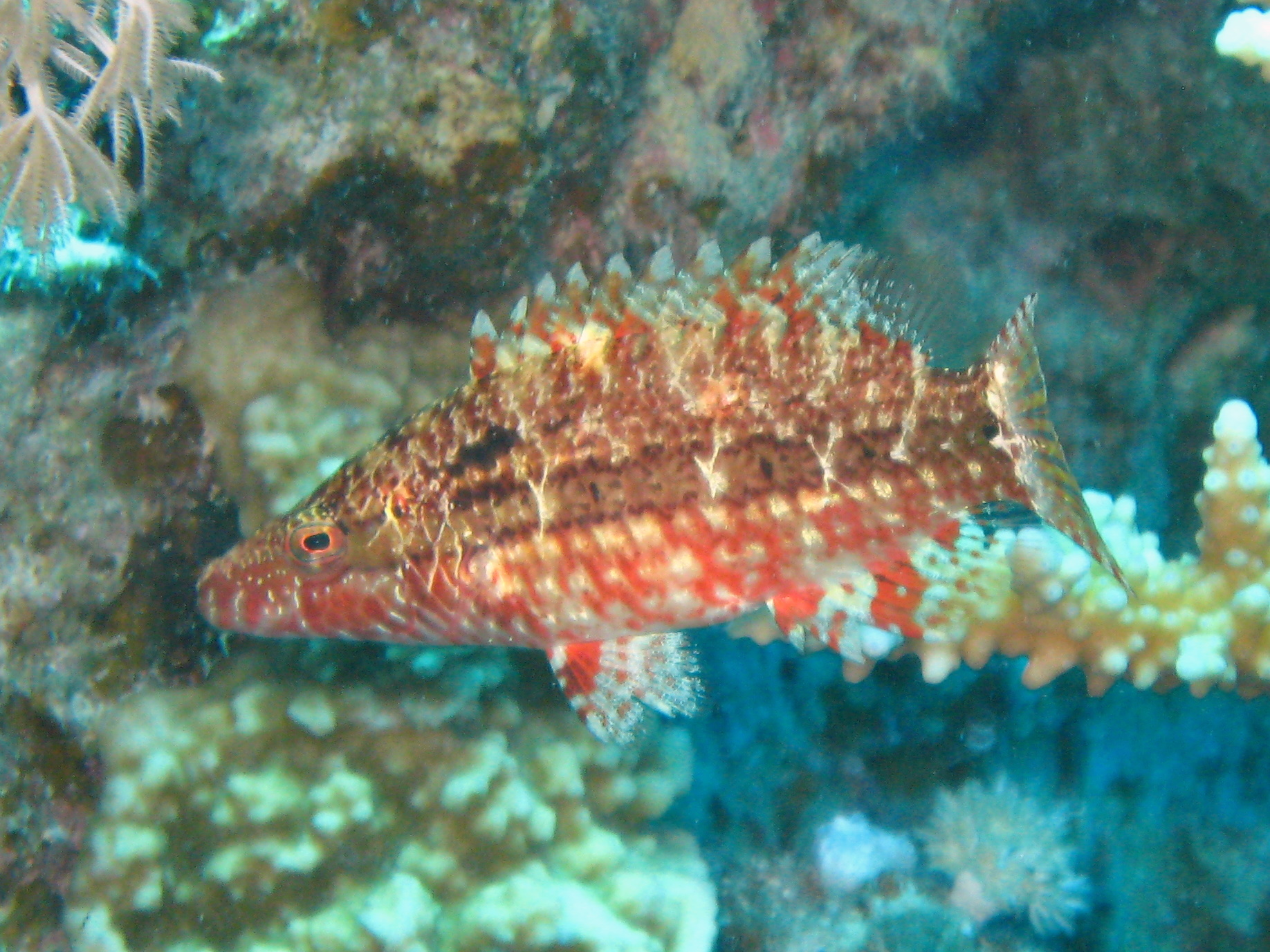
Pteragogus cf. cryptus

## Lebensweise
Cirrhilabrus-Arten leben in Haremsgruppen aus einem Männchen und mehreren Weibchen nach Art der Fahnenbarsche im Freiwasser an Riffhängen und jagen Zooplankton. Bei diesen Meerwasserfischen unterscheiden sich die Geschlechter in der Färbung. Pseudocheilinus-Arten wie der Sechsstreifen-Lippfisch (Pseudocheilinus hexataenia) und der Achtstreifen-Lippfisch (Pseudocheilinus octotaenia) leben versteckt zwischen den Korallen und jagen kleine Krebstiere in Spalten und Zwischenräumen.

## Gattungen und Arten
- Gattung Cirrhilabrus Temminck & Schlegel, 1845
  - über 60 Arten.
- Gattung Paracheilinus Fourmanoir, 1955
  - etwa 20 Arten.
- Gattung Pseudocheilinops Schultz, 1960
  - Pseudocheilinops ataenia Schultz, 1960
- Gattung Pseudocheilinus Bleeker, 1862
  - Pseudocheilinus citrinus  Randall, 1999
  - Pseudocheilinus dispilus  Randall, 1999
  - Pseudocheilinus evanidus  Jordan & Evermann, 1903
  - Sechsstreifen-Lippfisch (Pseudocheilinus hexataenia) (Bleeker, 1857)
  - Pseudocheilinus ocellatus  Randall, 1999
  - Pseudocheilinus octotaenia  Jenkins, 1901
  - Pseudocheilinus tetrataenia  Schultz, 1960
- Gattung Pteragogus Peters, 1855
  - Pteragogus aurigarius (Richardson, 1845)
  - Pteragogus clarkae Randall, 2013
  - Pteragogus cryptus Randall, 1981
  - Pteragogus enneacanthus (Bleeker, 1853)
  - Pteragogus flagellifer (Valenciennes, 1839)
  - Pteragogus guttatus (Fowler & Bean, 1928)
  - Pteragogus pelycus Randall, 1981
  - Pteragogus taeniops (Peters, 1855)
  - Pteragogus trispilus Randall, 2013
  - Pteragogus variabilis Randall, 2013